# لمزاوير (لمخيس)
لمزاوير هو دُوَّار يقع بجماعة إسلي، عمالة وجدة أنكاد، جهة الشرق في المملكة المغربية. ينتمي الدوّار لمشيخة لمخيس التي تضم 19 دوار. يقدر عدد سكانه بـ 233 نسمة حسب الإحصاء الرسمي للسكان والسكنى لسنة 2004.

## روابط خارجية
- البوابة الوطنية للجماعات الترابية نسخة محفوظة 12 مارس 2018 على موقع واي باك مشين.
- المندوبية السامية للتخطيط